# Långstjärtad cinklod
Långstjärtad cinklod (Cinclodes pabsti) är en fågel i familjen ugnfåglar inom ordningen tättingar.

## Utseende och läte
Långstjärtad cinklod är med kroppslängden 21–22 cm en stor medelm av släktet, med rätt lång och rak naäbb samt relativt lång stjärt. På huvudet syns ett tydlig ögonbrunsstreck och mörk från tygeln till örontäckarnas bakre del. Ovansidan är gråbrun med något mörkare hjässa. På vingen syns två otydliga beigefärgade vingband och en kanelbeige vingpanel. Stjärten är brun med ljusare yttre stjärtpennor. Sången består av en utdragen drill som ökar i ljudstyrka mot slutet medan lätet är ett fallande "tseeoo".

## Utbredning och systematik
Långstjärtad cinklod delas in i två distinkta underarter:
- Cinclodes pabsti espinhacensis – förekommer i östra centrala Brasilien (Serra do Espinhaço Meridional, Minas Gerais)
- Cinclodes pabsti pabsti – förekommer i sydöstra Brasilien (sydöstra Santa Catarina och angränsande nordöstra Rio Grande do Sul).[3]

## Status
IUCN kategoriserar arten som nära hotad.

## Namn
Fågelns vetenskapliga artnamn hedrar Guido João Frederico Pabst (1914-1980), brasiliansk botaniker och grundande direktör för Herbarium Bradeanum i Rio de Janeiro. Gruppnamnet cinklod är en försvenskning av släktesnamnet Cinclodes, som i sin tur betyder "liknande Cinclus". Cinclus, en latinisering av grekiska kinklos (κιγκλος), var i antikens Grekland namnet på en oidentifierad fågel som levde nära vatten och är nu släktesnamnet för strömstarar. Typarten för släktet Cinclodes, mörkbukig cinklod, beskrevs ursprungligen i ärlesläktet Motacilla, men gavs ett nytt släktesnamn just för att den ansågs vara en ekologisk motsvarighet till strömstarar.